# Geometria afiniczna
Geometria afiniczna – geometria oparta na pierwszym, drugim i piątym aksjomatach Euklidesa. Trzeci i czwarty aksjomat Euklidesa nie mają znaczenia, bo w geometrii tej nie rozpatruje się okręgów i nie mierzy się kątów ani odcinków (iloczyn skalarny nie jest pojęciem afinicznym). Proste równoległe natomiast odgrywają w niej podstawową rolę. Obecnie, po opublikowaniu Programu Erlangeńskiego Feliksa Kleina, przez geometrię afiniczną rozumie się geometrię niezmienniczą ze względu na grupę przekształceń (odwzorowań) afinicznych. Jedynymi izometriami wśród przekształceń afinicznych są półobroty i translacje. Jednokładności są również przekształceniami afinicznymi. Twierdzeniami afinicznymi w geometrii Euklidesa są te, które zachowują swoją prawdziwość przy rzutowaniu równoległym z jednej płaszczyzny na drugą.
Obok przesunięć, półobrotów i jednokładności przekształceniami afinicznymi są rozciąganie i zgniatanie wzdłuż jakiejś prostej. Te ostatnie deformacje mogą być efektem np. rzutowań równoległych. W ujęciu Feliksa Kleina geometria afiniczna jest pewną grupą odwzorowań pośrednią między grupą podobieństw a grupą przekształceń rzutowych.

## Aksjomatyka i modele
Aksjomatykę geometrii afinicznej można zbudować przez dołączenie do aksjomatów geometrii uporządkowania następujących dwóch aksjomatów:
1. Dla dowolnego punktu {\displaystyle A} i dowolnej prostej {\displaystyle r,} nieprzechodzącej przez punkt {\displaystyle A,} istnieje na płaszczyźnie {\displaystyle Ar} co najwyżej jedna prosta przechodząca przez punkt {\displaystyle A} i nieprzecinająca prostej {\displaystyle r.}
2. Jeśli {\displaystyle A,A',B,B',C,C'} są trzema parami różnych punktów współliniowych z innym punktem {\displaystyle O} i tak rozmieszczonych, że prosta {\displaystyle AB} jest równoległa do prostej {\displaystyle A'B',} a prosta {\displaystyle BC} jest równoległa do prostej {\displaystyle B'C',} to także prosta {\displaystyle AC} jest równoległa do prostej {\displaystyle A'C'.}

W syntetycznym podejściu geometria afiniczna może być zbudowana na bazie geometrii euklidesowej, ale zubożonej o pojęcie przystawania. Aksjomatyka opisuje więc własności punktu, prostej i ich wzajemnego położenia oraz opisuje relację leżenia między (punktu między dwoma innymi punktami). Relację przystawania odcinków (a właściwie par punktów) równoległych można zdefiniować przy użyciu pojęcia równoległości i relacji leżenia między. Niestety tak zdefiniowana relacja przystawania jest zredukowana do pojedynczych prostych. Skutkiem tego nie można porównywać odcinków leżących na prostych nierównoległych, nie da się porównywać kątów o nierównoległych ramionach, nie ma też możliwości zdefiniowania kąta prostego nie ma więc pojęcia prostopadłości. Nie ma wreszcie możliwości odkładania trójkąta. Mimo to zachodzi tu spora część twierdzeń geometrii euklidesowej (m.in. liczne własności równoległoboków, twierdzenie Talesa, topologia na prostej i płaszczyźnie).
Geometrię afiniczną na płaszczyźnie można także otrzymać, startując z geometrii rzutowej na płaszczyźnie rzutowej. W tym celu wystarczy na płaszczyźnie rzutowej wskazać dowolną prostą i nazwać ją prostą w nieskończoności, a wszystkie punkty incydentne z tą wybraną prostą wystarczy nazwać punktami w nieskończoności. Wówczas zwykłe proste uznamy za równoległe jeśli przecinają się w jakimś punkcie w nieskończoności. Relację leżenia między dla punktów zwykłych definiujemy, korzystając z pojęcia relacji rozdzielania czterech punktów, spośród których jeden jest punktem w nieskończoności.
Geometria afiniczna ma analityczny model w postaci przestrzeni afinicznej, w której przestrzeń liniowa nie ma określonego iloczynu skalarnego.

## Odwzorowanie afiniczne
Zasugerowano, aby zintegrować ten artykuł z artykułem przekształcenie afiniczne (dyskusja). Nie opisano powodu propozycji integracji.
Odwzorowanie afiniczne jest wzajemnie jednoznacznym odwzorowaniem płaszczyzny zachowującym współliniowość punktów, tzn. jeżeli punkty {\displaystyle p,q,r} są współliniowe, to ich obrazy{\displaystyle p',q',r'} także są współliniowe; równoważnie jest to odwzorowanie, w którym obrazem każdej prostej jest prosta. W ujęciu rzutowym (patrz wyżej) odwzorowanie afiniczne jest odwzorowaniem rzutowym zachowującym wybraną prostą rzutową w „nieskończoności”.
Z definicji przekształcenia te zachowują:
- równoległość prostych i przecinanie się prostych,
- relację leżenia punktu między dwoma innymi punktami; m.in. wynika stąd, że obrazem odcinka jest odcinek, trójkąta trójkąt itd., a także, że obrazem dowolnej figury wypukłej jest figura wypukła,
- stosunek długości dwóch odcinków leżących na wspólnej prostej lub przynajmniej równoległych; w szczególności obraz środka odcinka jest środkiem jego obrazu (własność ta odpowiada twierdzenia Talesa).

Do ważnych własności należą m.in.:
- jednoznaczne wyznaczanie przekształcenia płaszczyzny w siebie poprzez podanie dwóch niezdegenerowanych trójkątów – dla dowolnych trzech niewspółliniowych punktów {\displaystyle p,q,r} i dowolnych trzech niewspółliniowych punktów {\displaystyle p',q',r'} istnieje dokładnie jedno odwzorowanie afiniczne {\displaystyle f} płaszczyzny na siebie takie, że
{\displaystyle f(p)=p'\wedge f(q)=q'\wedge f(r)=r',}
- każde odwzorowanie afiniczne jest złożeniem podobieństwa i powinowactwa osiowego.